# Schmidtiacris longdongensis
Schmidtiacris longdongensis is een rechtvleugelig insect uit de familie veldsprinkhanen (Acrididae). De wetenschappelijke naam van deze soort is voor het eerst geldig gepubliceerd in 1984 door Zheng.